# 达家沟站
达家沟站是一个京哈铁路上的铁路车站，位于吉林省德惠市达家沟镇，建于1904年，目前为四等站，邮政编码为130308。目前客运：办理旅客乘降；行李、包裹托运；货运：办理整车货物发到；不办理整车危险货物发到。